# ジョアキム・ノア
ジョアキム・サイモン・ノア（Joakim Simon Noah, 1985年2月25日 - ）は、フランスの元プロバスケットボール選手。アメリカ合衆国ニューヨーク州マンハッタン出身。ポジションはセンター。

## 経歴

### 生い立ち
父方の祖父はカメルーン出身でフランスで活躍したサッカー選手、父は全仏オープンテニス制覇経験を持つフランス人テニス選手のヤニック・ノア、そして母はミス・スウェーデンというユニークな家系の持ち主。自身はニューヨーク生まれで、その後両親は離婚し、パリとニューヨークで育った。2007年の夏にはフランスの市民権を獲得し、のちにフランス代表を選択。バスケットボールのキャリアはニューヨーク時代にストリートボールに親しんだことから始まる。

### 学生時代
ローレンスビル高校を卒業後、フロリダ大学に進学。1年目は目立った活躍はできなかったが、2年目には先発に定着し主力選手年として活躍、14.2得点、7.1リバウンド、2.4ブロックの成績を残し、サウスイースタン・カンファレンスのファーストチームに選ばれた。また2006年のNCAAトーナメントでは16.2得点、9.5リバウンドの成績でチームを牽引し、同校のトーナメント制覇に貢献。自身はトーナメント合計29ブロックなどのNCAA記録を作り、ファイナル4（ベスト4）の最優秀選手に選ばれた。シーズン終了後のノアの動向はNBAからも注目を集めたが、NBAドラフトにはエントリーせず3年生に進学。ノアを始めとする主力選手の殆どが残ったフロリダ大はNCAAトーナメントを連覇した。

### NBA時代

#### シカゴ・ブルズ
2007年のNBAドラフトにエントリーしたノアはシカゴ・ブルズから1巡目9位指名を受けた。フロリダ大学からはノアのほかアル・ホーフォード、コーリー・ブリューワーら3人が1巡目指名を受け、2007年のドラフトには5人のフロリダ大学出身の選手が指名を受けた。
即戦力として期待されていたが、ルーキーイヤーとなった2007-08シーズンはヘッドコーチのスコット・スカイルズとの対立や、チームメイトらの投票により出場停止処分を受けるなど、チーム内に不和をもたらしてしまい、シーズン前半はベンチを暖める日々が続いた。しかしシーズン中盤に先発センターのベン・ウォーレスがチームを去ったため、ノアは先発に昇格、6.6得点、5.6リバウンドの成績を残して最初のシーズンを終えた。
2009-10シーズン中、ケガで苦しむ場面があった（出場は64試合に留まる）。復帰後はプレーオフ出場に向け、負けられない戦いが続いていた。そこで、なるべく長く出場してほしいGMのジョン・パクソンと、ケガ明けなので無理をせず出場時間を制限したいHCのヴィニー・デル・ネグロが起用法を巡って衝突。シーズン後に、解雇される理由の一つになったとされている。成績は、10.7得点、11.0リバウンド、2.1アシスト。
2010-11シーズンでは、序盤に、一時リバウンドで上位を争い、課題の得点も平均2桁を記録するなど活躍が見られ、オールスターに出場も夢ではないレベルであった（途中で負傷欠場するも、ファン投票ではセンター部門で3位）。だが、FAで移籍してきたカルロス・ブーザーが復帰して間もない12月のトロント・ラプターズ戦で右手親指を負傷、ごまかしながらプレーを続けるも、今後のことを考え手術を決断。12月半ばに手術は成功し、2カ月間欠場した。オールスター明けのラプターズ戦で復帰した。
大型契約の最終年となった2015-16シーズンは、フレッド・ホイバーグHCの構想から外れ、シックスマンに降格。挙げ句の果てに2016年1月15日のダラス・マーベリックス戦で左肩を脱臼する重傷を負い、シーズン絶望になるなど、散々なシーズンになってしまった。

#### ニューヨーク・ニックス
2016年7月1日、ニューヨーク・ニックスと4年総額7000万ドルで契約。9年間所属したシカゴ・ブルズを離れ、地元ニューヨークでのプレーに加え、先にニックスに移籍していたデリック・ローズと引き続き共にプレーすることになった。しかし、加入1年目の2016-17シーズンは負傷に悩まされ、2017年2月27日に右膝の関節鏡視下手術を受け長期離脱が決定的となった。3月25日、CBAに取り決めのある禁止薬物に相当する市販薬（サプリメント）の陽性反応が確認されリーグから20日間の出場停止処分が下された。停止期間は、リハビリ終了後から開始される。

#### メンフィス・グリズリーズ
2018年12月4日にメンフィス・グリズリーズと契約。

#### 現役引退へ
2021年3月に現役引退を表明。同年9月にブルズは、ノアと「1日契約」を結び、10月28日のニューヨーク・ニックス戦で、引退セレモニーを開催すると発表。更に同日にはブルズのアンバサダーに就任したことが発表された。

## 個人成績

### レギュラーシーズン
| シーズン   | チーム     | GP  | GS  | MPG  | FG%  | 3P%  | FT%  | RPG  | APG | SPG | BPG | TO  | PPG  |
| ---------- | ---------- | --- | --- | ---- | ---- | ---- | ---- | ---- | --- | --- | --- | --- | ---- |
| 2007–08    | CHI        | 74  | 31  | 20.7 | .482 | .000 | .691 | 5.6  | 1.1 | .9  | .9  | 1.2 | 6.6  |
| 2008–09    | CHI        | 80  | 55  | 24.2 | .556 | .000 | .676 | 7.6  | 1.3 | .6  | 1.4 | 1.0 | 6.7  |
| 2009–10    | CHI        | 64  | 54  | 30.1 | .504 | ---  | .744 | 11.0 | 2.1 | .5  | 1.6 | 1.8 | 10.7 |
| 2010–11    | CHI        | 48  | 48  | 32.8 | .525 | .000 | .739 | 10.4 | 2.2 | 1.0 | 1.5 | 1.9 | 11.7 |
| 2011–12    | CHI        | 64  | 64  | 30.4 | .508 | .000 | .748 | 9.8  | 2.5 | .6  | 1.4 | 1.4 | 10.2 |
| 2012–13    | CHI        | 66  | 64  | 36.8 | .481 | .000 | .751 | 11.1 | 4.0 | 1.2 | 2.1 | 2.7 | 11.9 |
| 2013–14    | CHI        | 80  | 80  | 35.3 | .475 | .000 | .737 | 11.3 | 5.4 | 1.2 | 1.5 | 2.4 | 12.6 |
| 2014–15    | CHI        | 67  | 67  | 30.6 | .445 | .000 | .603 | 9.6  | 4.7 | .7  | 1.1 | 1.8 | 7.2  |
| 2015–16    | CHI        | 29  | 2   | 21.9 | .383 | .000 | .489 | 8.8  | 3.8 | .6  | 1.0 | 1.8 | 4.3  |
| 2016–17    | NYK        | 46  | 46  | 22.1 | .490 | .000 | .436 | 8.8  | 2.2 | .7  | .8  | 1.3 | 5.0  |
| 2017–18    | NYK        | 7   | 0   | 5.7  | .500 | ---  | .500 | 2.0  | .6  | .3  | .3  | .6  | 1.7  |
| 2018–19    | MEM        | 42  | 1   | 16.5 | .516 | .000 | .716 | 5.7  | 2.1 | .5  | .7  | 1.2 | 7.1  |
| 通算：12年 | 通算：12年 | 667 | 512 | 27.9 | .491 | .000 | .700 | 9.1  | 2.8 | .8  | 1.3 | 1.7 | 8.8  |

### プレーオフ
| シーズン  | チーム    | GP | GS | MPG  | FG%  | 3P% | FT%  | RPG  | APG | SPG | BPG | TO  | PPG  |
| --------- | --------- | -- | -- | ---- | ---- | --- | ---- | ---- | --- | --- | --- | --- | ---- |
| 2009      | CHI       | 7  | 7  | 38.7 | .510 | --- | .760 | 13.1 | 2.3 | .9  | 2.1 | 1.1 | 10.1 |
| 2010      | CHI       | 5  | 5  | 37.6 | .528 | --- | .947 | 13.0 | 2.6 | 1.8 | 1.4 | 3.0 | 14.8 |
| 2011      | CHI       | 16 | 16 | 33.1 | .411 | --- | .725 | 10.2 | 2.5 | 1.0 | 2.1 | 1.2 | 8.7  |
| 2012      | CHI       | 3  | 3  | 33.0 | .731 | --- | .636 | 9.3  | 3.0 | .7  | 1.3 | .3  | 15.0 |
| 2013      | CHI       | 12 | 12 | 34.1 | .437 | --- | .641 | 9.6  | 2.3 | .8  | 2.2 | 2.0 | 10.8 |
| 2014      | CHI       | 5  | 5  | 42.0 | .512 | --- | .588 | 12.8 | 4.6 | 1.0 | 1.4 | 3.8 | 10.4 |
| 2015      | CHI       | 12 | 12 | 32.9 | .408 | --- | .350 | 11.0 | 3.2 | .8  | 1.2 | 1.7 | 5.8  |
| 出場：7回 | 出場：7回 | 60 | 60 | 35.0 | .465 | --- | .676 | 11.0 | 2.8 | 1.0 | 1.8 | 1.8 | 9.7  |